# ادوارد ویرتس
ادوارد ویرتس (آلمانی: Eduard Wirths، زاده ۴ سپتامبر ۱۹۰۹ – مرگ ۲۰ سپتامبر ۱۹۴۵) پزشک آلمانی در دوره رایش سوم و از سپتامبر ۱۹۴۲ تا ژانویه ۱۹۴۵ رئیس پزشکان اس‌اس در اردوگاه آشویتس بود.